# Tamer Güney
Pour les articles homonymes, voir Tamer.
Tamer Güney, né le 6 janvier 1936 à Bilecik et mort le 22 août 2020, est un joueur et entraîneur de football turc.

## Carrière
Güney réalise une carrière de footballeur entre 1956 et 1969 au PTT, à Hacettepe (tr) et au MKE Ankaragücü.
Il devient ensuite entraîneur, de 1969 à 1982 activement, au PTT (Türk Telekom), Balıkesirspor, Kayserispor, Adanaspor, Eskişehirspor, MKE Ankaragücü, Diyarbakırspor.
Il travaille ensuite à la fédération turque, est directeur sportif de Galatasaray de 1995 à 2000, puis de Fenerbahçe. En 2003 il y réalise une courte pige comme entraîneur, avant le recrutement de l'Allemand Christoph Daum. Entre 2005 et 2007 environ il est directeur du Şekerspor.